# Anisopappus chinensis
Anisopappus chinensis es una especie de planta floral perteneciente al género Anisopappus, categorizada en la tribu Athroismeae, de la subfamilia Asteroideae. Fue descrita por Hook. & Arn.
Fue publicada en Bot. Beechey Voy.: 196 (1837). Especie nativa de Assam, Camboya, China, Himalaya oriental, Laos, Birmania, Filipinas, Tailandia y Vietnam que crece en el bioma subtropical.